# Copa da Ásia de Futebol Feminino de 2014
A Copa da Ásia de Futebol Feminino de 2014 foi a 18ª edição do torneio organizado pela Confederação Asiática de Futebol (AFC). Foi realizada no Vietnã, entre 14 e 25 de maio, e serviu como qualificatória para a Copa do Mundo de Futebol Feminino de 2015, na França.
O Japão venceu a Austrália por 1 a 0 na final e conquistou o título pela segunda vez consecutiva. China e Coreia do Sul completaram a relação de seleções classificadas para o Mundial de 2015.

## Seleções classificadas
| País          | Classificada como                     | Presenças anteriores |
| ------------- | ------------------------------------- | -------------------- |
| Vietnã        | Anfitrião                             | 2                    |
| Austrália     | Campeã da Copa da Ásia de 2010        | 16                   |
| Japão         | Vice-campeã da Copa da Ásia de 2010   | 6                    |
| China         | 3º lugar da Copa da Ásia de 2010      | 14                   |
| Myanmar       | 2º lugar do Grupo A das eliminatórias | 9                    |
| Coreia do Sul | Vencedor do Grupo B das eliminatórias | 12                   |
| Tailândia     | Vencedor do Grupo C das eliminatórias | 16                   |
| Jordânia      | Vencedor do Grupo D das eliminatórias | 8                    |

## Sedes
A competição foi jogada em Thủ Dầu Một e na Cidade de Ho Chi Minh
| Estádio Gò Đậu Estádio Thống Nhất | Thủ Dầu Một        | Cidade de Ho Chi Minh |
| --------------------------------- | ------------------ | --------------------- |
| Estádio Gò Đậu Estádio Thống Nhất | Estádio Gò Đậu     | Estádio Thống Nhất    |
| Estádio Gò Đậu Estádio Thống Nhất | Capacidade: 18,250 | Capacidade: 15,000    |
| Estádio Gò Đậu Estádio Thống Nhất |                    |                       |

## Fase de grupos
|  | Equipes classificadas às semifinais             |
|  | Equipes classificadas à disputa de quinto lugar |
|  | Equipes eliminadas                              |

Todas as partidas seguem o fuso horário da Jordânia (UTC+3).

### Grupo A
| Seleção   | P | J | V | E | D | GP | GC | SG  |
| --------- | - | - | - | - | - | -- | -- | --- |
| China     | 9 | 3 | 3 | 0 | 0 | 15 | 1  | +14 |
| Tailândia | 6 | 3 | 2 | 0 | 1 | 9  | 6  | +3  |
| Filipinas | 3 | 3 | 1 | 0 | 2 | 3  | 7  | –4  |
| Jordânia  | 0 | 3 | 0 | 0 | 3 | 3  | 16 | –13 |

| 6 de abril | China                                              | 4 – 0     | Tailândia | Estádio Internacional, Amã                |
| 16:45      | Song Duan 56', 77' · Wang Shuang 63' · Li Ying 67' | Relatório |           | Público: 5 060 Árbitro: AUS Kate Jacewicz |

| 6 de abril | Jordânia   | 1 – 2     | Filipinas                     | Estádio Internacional, Amã              |
| 20:00      | Jbarah 15' | Relatório | Khair 51' (g.c.) · Bolden 76' | Público: 9 473 Árbitro: PRK Ri Hyang-ok |

| 9 de abril | Filipinas | 0 – 3     | China                         | Estádio Rei Abdullah II, Amã            |
| 16:45      |           | Relatório | Li Ying 17', 57' · Ma Jun 31' | Público: 226 Árbitro: AUS Casey Reibelt |

| 9 de abril | Tailândia                                                                    | 6 – 1     | Jordânia    | Estádio Rei Abdullah II, Amã                  |
| 20:00      | Suchawadee 1', 69' · Taneekarn 6' · Silawan 39' · Kanjana 41' · Pitsamai 90' | Relatório | Jebreen 43' | Público: 5 000 Árbitro: JPN Yoshimi Yamashita |

| 12 de abril | Jordânia   | 1 – 8     | China                                                                                                  | Estádio Internacional, Amã                |
| 20:00       | Sabbah 17' | Relatório | Wang Shuang 14', 53', 84' · Khair 41' (g.c.) · Song Duan 51' · Li Ying 60', 72' (pen) · Tang Jiali 86' | Público: 4 428 Árbitro: VIE Công Thi Dựng |

| 12 de abril | Tailândia                            | 3 – 1     | Filipinas   | Estádio Rei Abdullah II, Amã             |
| 20:00       | Kanjana 28' (pen), 53' · Silawan 62' | Relatório | Shugg 90+3' | Público: 512 Árbitro: KOR Oh Hyeon-jeong |

### Grupo B
| Seleção       | P | J | V | E | D | GP | GC | SG  |
| ------------- | - | - | - | - | - | -- | -- | --- |
| Austrália     | 5 | 3 | 1 | 2 | 0 | 9  | 1  | +8  |
| Japão         | 5 | 3 | 1 | 2 | 0 | 5  | 1  | +4  |
| Coreia do Sul | 5 | 3 | 1 | 2 | 0 | 4  | 0  | +4  |
| Vietnã        | 0 | 3 | 0 | 0 | 3 | 0  | 16 | –16 |

| 7 de abril | Japão                                                  | 4 – 0     | Vietnã | Estádio Rei Abdullah II, Amã              |
| 16:45      | Yokoyama 3' · Nakajima 17' · Iwabuchi 57' · Tanaka 66' | Relatório |        | Público: 142 Árbitro: MYA Thein Thein Aye |

| 7 de abril | Austrália | 0 – 0     | Coreia do Sul | Estádio Rei Abdullah II, Amã        |
| 20:00      |           | Relatório |               | Público: 230 Árbitro: CHN Qin Liang |

| 10 de abril | Coreia do Sul | 0 – 0     | Japão | Estádio Internacional, Amã          |
| 16:45       |               | Relatório |       | Público: 356 Árbitro: CHN Qin Liang |

| 10 de abril | Vietnã | 0 – 8     | Austrália                                                                                                | Estádio Internacional, Amã                 |
| 20:00       |        | Relatório | Simon 8' · Kennedy 18' · Logarzo 21' · van Egmond 28' · Kerr 44', 51' · Tuyết Dung 71' (g.c.) · Raso 75' | Público: 401 Árbitro: UZB Edita Mirabidova |

| 13 de abril | Japão         | 1 – 1     | Austrália | Estádio Internacional, Amã            |
| 16:45       | Sakaguchi 63' | Relatório | Kerr 86'  | Público: 446 Árbitro: PRK Ri Hyang-ok |

| 13 de abril | Coreia do Sul                                           | 4 – 0     | Vietnã | Estádio Rei Abdullah II, Amã            |
| 16:45       | Cho So-hyun 14' · Lee Geum-min 38' · Lee Min-a 49', 73' | Relatório |        | Público: 86 Árbitro: IRN Mahsa Ghorbani |

## Fase final
|  | Semifinais              | Semifinais              |   |                         | Final                   | Final |  |
|  |                         |                         |   |                         |                         |       |  |
|  | 17 de abril – Amã (ERA) |                         |   |                         |                         |       |  |
|  | China                   | 1                       |   |                         |                         |       |  |
|  | Japão                   | 3                       |   |                         |                         |       |  |
|  |                         |                         |   |                         |                         |       |  |
|  |                         |                         |   |                         | 20 de abril – Amã (EIA) |       |  |
|  |                         |                         |   |                         | Japão                   | 1     |  |
|  |                         | Austrália               | 0 |                         |                         |       |  |
|  |                         |                         |   |                         |                         |       |  |
|  |                         |                         |   |                         |                         |       |  |
|  |                         |                         |   |                         | Terceiro lugar          |       |  |
|  | 17 de abril – Amã (ERA) | 17 de abril – Amã (ERA) |   | 20 de abril – Amã (EIA) | 20 de abril – Amã (EIA) |       |  |
|  | Austrália (pen.)        | 2 (3)                   |   | China                   | 3                       |       |  |
|  | Tailândia               | 2 (1)                   |   |                         | Tailândia               | 1     |  |

### Disputa pelo 5º lugar
| 16 de abril | Filipinas | 0 – 5     | Coreia do Sul                                                                     | Estádio Internacional, Amã              |
| 20:00       |           | Relatório | Jang Sel-gi 34' · Lee Min-a 45+3' · Lim Seon-joo 56' · Cho So-hyun 66', 84' (pen) | Público: 418 Árbitro: AUS Casey Reibelt |

### Semifinal
| 17 de abril | Austrália                              | 2 – 2 (pro) | Tailândia                  | Estádio Rei Abdullah II, Amã               |
| 16:45       | Kanjanaporn 17' (g.c.) · Kennedy 90+1' | Relatório   | Kanjana 20' · Rattikan 63' | Público: 166 Árbitro: UZB Edita Mirabidova |

|                                                |     | Penalidades                   |  |
| van Egmond Kellond-Knight De Vanna Catley Kerr | 3–1 | Ainon Sunisa Silawan Pitsamai |  |

| 17 de abril | China             | 1 – 3     | Japão                                  | Estádio Rei Abdullah II, Amã          |
| 20:00       | Li Ying 90' (pen) | Relatório | Iwabuchi 39' · Yokoyama 85', 88' (pen) | Público: 502 Árbitro: PRK Ri Hyang-ok |

### Disputa pelo 3º lugar
| 20 de abril | China                                           | 3 – 1     | Tailândia    | Estádio Internacional, Amã                    |
| 16:45       | Li Ying 51' · Wang Shanshan 56' · Song Duan 61' | Relatório | Rattikan 81' | Público: 1 026 Árbitro: JPN Yoshimi Yamashita |

### Final
| 20 de abril | Japão        | 1 – 0     | Austrália | Estádio Internacional, Amã              |
| 20:00       | Yokoyama 84' | Relatório |           | Público: 3 065 Árbitro: PRK Ri Hyang-ok |

## Premiações
| Copa da Ásia Feminina de 2014 |
| Japão                         |
| ----------------------------- |
| JAPÃO Campeão (1º título)     |

Individuais
| MVP               | Artilheira           | Fair Play |
| ----------------- | -------------------- | --------- |
| JPN Mana Iwabuchi | CHN Li Ying (7 gols) | Japão     |